# Khatchmaz (raion)
Khatchmaz (en azéri: Xaçmaz rayonu) est l'une des 78 subdivisions de l'Azerbaïdjan. Sa capitale est Xaçmaz. Cette subdivision est sur les côtes de la mer Caspienne au nord-est du pays. Le rayon de Khachmaz borde la République du Daghestan de la fédération de Russie. Khatchmaz est à 170 kilomètres au nord de la capitale Bakou.  Il est situé à environ 10 km de la mer Caspienne, au-dessous de Khoudat et à l'est de Gouba.   

## Histoire
Khatchmaz a été créé en 1930 comme un rayon de RSS d'Azerbaïdjan.

## Culture
La région de Khatchmaz est riche en monuments historiques, culturels et architecturaux. Sarkartapa, l'ancienne cité-forteresse de Khoudat, une église albanaise du IVe siècle, la mosquée-madrasa du Chah Abbas des XVe et XVIe siècles à Garagourlou, un village de Khatchmaz, d'anciennes colonies et la tumulus de l'âge du bronze, la fameuse "porte de fer" de la forteresse de Derbent devenant un symbole de son inaccessibilité. Les fortifications "Baba-al-Abvat" ont été construites entre le VIIIe et le  VIe siècle av. J.-C. et ont protégé de l'invasion les frontières nord de l'Azerbaïdjan. Dans le village de Chykhlar, les touristes peuvent voir le plus ancien monument du mausolée du Moyen Age, une mosquée de Cheikh Youssif (XVe siècle). Au sommet de la montagne Galadag, les ruines de la forteresse Gaurgala ont été conservées,.

### Parcs
- Parc appelé Seirangah de Heydar Aliyev d’une longueur de 2 km et d’une superficie d’environ 5 hectares, contient des arbres, des fleurs, des fontaines, des lumières, des cafés et des salons de thé.
- Le musée Heydar Aliyev, le cinéma-club Khazar sont tous situés dans ce parc[5]
- Parc de la culture et du repos : contient des statues de différents animaux, des étangs artificiels remplis de poissons colorés, de rivières et de fontaines[6]. La bibliothèque de la ville de Khatchmaz, le musée du tapis, le bureau de poste et plusieurs cafés se trouvent dans le parc[2].

### Musées
- Musée des anciens combattants - 8 739 résidents de Khatchmaz ont combattu pendant la Seconde Guerre mondiale pour l'armée rouge et 2 800 d'entre eux ont péri. Ce musée se souvient également de 230 personnes décédées dans le conflit ethnique avec l’Arménie au début des années 1990.
- Musée régional d'ethnographie - ce musée est situé dans le centre-ville. Le musée est très riche avec plus de 4 000 découvertes archéologiques provenant des différentes périodes de l'histoire de Khatchmaz. Les œuvres scientifiques originales de l'orientaliste Abuabdullah Mahammad-bin Albukhari contenues dans le "Aljazaily sani" ainsi que la "Classification du Coran", rédigée par le mathématicien et philosophe de Tchilaqyr Hajaly Efendi, présentent un intérêt particulier[7].
- Musée Heydar Aliyev - un sanctuaire de culte de la personnalité du premier souverain indépendant de l'Azerbaïdjan.
- Musée du tapis - contient de nombreux tapis anciens ainsi que des outils de tissage de tapis, des dessins, des poupées habillées dans un style national ancien et une galerie de photos.
- Musée des figures marquantes - musée à ciel ouvert dans un parc rempli de fontaines et de nombreuses statues d'azéris de premier plan[2].

## Lieux religieux
- Mosquée Djuma
- Église Saint-Nicolas

## Économie
L'activité économique principale est l'agriculture. Les légumes, les fruits et les céréales sont cultivés. Dans la capitale, l'industrie agroalimentaire et l'industrie légère se distinguent. Dans les villes côtières de la mer Caspienne, le tourisme est important.

## Géographie
Le territoire du rayon est situé dans le nord-est de l'Azerbaïdjan. La région occupe 1,045 km2 et borde la République du Daghestan de la Fédération de Russie au nord, le rayon de Gouba et le rayon de Goussar à l'ouest, le rayon de Chabran au sud et la mer Caspienne à l’est. La frontière maritime du rayon est à 70 km et la frontière avec la Russie à 14 km. La distance entre Bakou et le centre régional est de 147 km.  Nabran, la destination de voyage populaire est située à Khatchmaz. La ville Khudat est une ville forteresse où il y a 60 monuments historiques et culturels.

## Transport
Khatchmaz est connectée au réseau ferroviaire Bakou-Moscou et au réseau de bus azerbaïdjanais.

## Climat
Le climat est généralement modéré à chaud, tempéré humide et subtropical, et Khatchmaz possède des précipitations annuelles moyennes de 1300-1350 mm et des températures moyennes de 25-30 °C en juillet et 1-2 °C en janvier.

## Population
Le rayon de Khatchmaz couvre une superficie de 1 045 kilomètres carrés et possède une population de 162 100 habitants et une densité de population de 149,06 habitants au kilomètre carré,.
| Ethnique groupe | 2009    |
| Total           | 159 245 |
| azéris          | 115 811 |
| lezghiens       | 24 688  |
| tats            | 9 108   |
| turcs           | 4 165   |
| krizs           | 3 540   |
| russes          | 643     |
| kurdes          | 603     |
| tatars          | 131     |
| juifs           | 90      |
| khinaligs       | 36      |
| talych          | 36      |
| ukrainiens      | 28      |
| autres          | 366     |